# シュプレヒコール
シュプレヒコールとは、
1. 集会や演説など多数の人が集まっている場において、その参加者が声を揃えて、同じフレーズを大声で何度も繰り返し唱和すること。旗やプラカード、横断幕をともなって行われることが多い。昨今では省略化されて、コールとも言われる集団示威（デモ）運動の一つとしても見られている。屋内で主催陣営側が集会参加者に呼び掛けて行う場合は問題ないが、路上で行う場合はデモ活動として、警察署長からの許可が必要になる。
2. 舞台で、一団がひとつの台詞を合唱する形式で進行する形式の演劇。シュプレヒコール劇のこと。

ドイツ語の Sprechchor（英語: speaking choir）から sprechen（「スピーキング」や「話す」などを意味するドイツ語）や Chor（「コーラス」または「合唱団」を意味する ドイツ語）に由来し、「ドイツ語から日本語への借用」の一つである。シュプレヒコールは「集団で同じ言葉を繰り返す」のが特徴であり、「〜やめろ」、「〜しろ」、「〜せよ」などの命令形のフレーズが多くを占めている。

## 選挙運動
選挙では選挙人、候補者、選挙運動者、または当選人に対して、交通や集会を妨げて威力業務妨害レベルで行うと、演説など選挙の自由を妨害したとして、公職選挙法第225条（選挙の自由妨害罪）で「4年以下の懲役若しくは禁錮又は100万円以下の罰金に処する」と定められている。演説を聴衆が聞き取れないほど罵声を出す場合は適用される可能性がある。

## 関連作品

### 音楽
- 世情 - 中島みゆきの楽曲（1978年）。アルバム『愛していると云ってくれ』に収録された曲。「シュプレヒコールの波 通り過ぎてゆく」という歌詞が繰り現れる。
  - 『3年B組金八先生』第2シリーズの「卒業式前の暴力」で加藤優・松浦悟らが逮捕されるシーンにて起用されたことで知られる曲である。
- シュプレヒコールに耳を塞いで - THE ALFEEの楽曲（1992年）。
- SUMMER シュプレヒコール - 成田昭次（男闘呼組）の楽曲（1994年）。
- ヨギナクサレ - 特撮の楽曲（2001年）。歌詞冒頭に「シュプレヒコール」が登場し、タイトル「ヨギナクサレ」をシュプレヒコールとして扱う。
- シュプレヒコール 〜世界が終わる前に〜 - UNISON SQUARE GARDENの楽曲（2011年）。
- シュプレヒコール - RADWIMPSの楽曲（2012年）。
- シュプレヒコール - テゴマスの楽曲（2013年）。「猫中毒」のカップリング曲。
- シュプレヒコールの片隅で - 日本のロックバンド・THE BACK HORNの楽曲（2015年）。アルバム『運命開花』に収録された曲。
- Sprechchor - Roseliaの曲。
- ネトゲ廃人シュプレヒコール - さつき が てんこもりの曲。
- Sprechchor - 2人組ガールズバンド。